# Abborrtjärnen (Färila socken, Hälsingland)
Abborrtjärnen är en sjö i Ljusdals kommun i Hälsingland och ingår i Ljusnans huvudavrinningsområde. Sjön är 8 meter djup, har en yta på 0,147 kvadratkilometer och är belägen 224,7 meter över havet.

## Delavrinningsområde
Abborrtjärnen ingår i det delavrinningsområde (687087-148408) som SMHI kallar för Namn saknas. Medelhöjden är 218 meter över havet och ytan är 1,86 kvadratkilometer. Räknas de 1046 avrinningsområdena uppströms in blir den ackumulerade arean 11 382,25 kvadratkilometer. Avrinningsområdets utflöde Ljusnan mynnar i havet. Avrinningsområdet består mestadels av skog (81 procent). Avrinningsområdet har 0,15 kvadratkilometer vattenytor vilket ger det en sjöprocent på 8 procent.